# ニック・ホアキン
ニック・ホアキン(Nicomedes Márquez Joaquín、1917年5月4日 - 2004年4月29日)は、フィリピンの小説家、ジャーナリストである。

## 経歴・人物
フィリピン・マニラのパコ地区生まれ。父親は英語・スペイン語の教諭、後に弁護士であり、書斎には書物が豊富であった。幼少より母親に詩や物語を読み聞かされて育ち、やがて父親の書斎や国立図書館に入りびたった。高校中退後、国立図書館で勉学に励むかたわら、マニラで港湾労働をし数々の臨時の仕事をこなした。その後『フリー・プレス』誌の校正の仕事を得、17歳の時に同社から、キハノ・デ・マニラのペンネームで短編小説とルポを英語で発表。その後ニック・ホアキンの名を主に用いながら、英語とスペイン語で短編/長編小説、詩、戯曲、随筆、ルポ、児童文学など生涯に60以上の著作を上梓した。諸作品を通じて、スペイン統治時代とその文化への憧憬を描いた。彼は聖トマス大学から芸術(AA)の名誉会員として迎えられている。
1962年には小説『二つのヘソを持った女』で「ハリー・ストーンヒル文学賞」を受賞。1963年には「アーラウ・ナン・マイニーラ賞」を受けたほか、1976年には国民芸術家(ナショナル・アーティスト)となった。1996年にはアジアの卓越した作家に送られる「ラモン・マグサイサイ賞」を文学、放送、ジャーナリズムの分野で受賞する。そのほか『フィリピン・グラフィック』誌の編集長のほか、『ウィメンズ・ウィークリー』誌の発行人も務める。2004年4月29日サンフアンにて没。

## 著作
- May Day Eve (1947)
- Prose and Poems (1952)
- The Woman Who had Two Navels (1961)
- La Naval de Manila and Other Essays (1964)
- A Portrait of the Artist as Filipino (1966)
- Tropical Gothic (1972)
- A Question of Heroes (1977)
- Jeseph Estrada and Other Sketches (1977)
- Nora Aunor & Other Profiles (1977)
- Ronnie Poe & Other Silhouettes (1977)
- Reportage on Lovers  (1977)
- Reportage on Crime (1977)
- Amalia Fuentes & Other Etchings (1977)
- Gloria Diaz & Other Delineations (1977)
- Doveglion & Other Cameos (1977)
- Language of the Streets and Other Essays (1977)
- Manila: Sin City and Other Chronicles (1977)
- Pop Stories for Groovy Kids (1979)
- Reportage on the Marcoses (1979)
- Language of the Street and Other Essays (1980)
- The Ballad of the Five Battles (1981)
- Reportage on Politics (1981)
- Tropical Baroque (1982)
- The Aquinos of Tarlac: An Essay on History as Three Generations (1983)
- Almanac for Manileños
- Cave and Shadows (1983)
- The Quartet of the Tiger Moon: Scenes from the People Power Apocalypse (1986)
- Collected Verse (1987)
- Culture and History: Occasional Notes on the Process of Philippine Becoming (1988)
- Manila, My Manila: A History for the Young (1990),
- The D.M. Guevara Story (1993),
- Mr. F.E.U., the Culture Hero That Was Nicanor Reyes (1995).
- Rizal in Saga (1996)
- ABE: A Frank Sketch of E. Aguilar Cruz (2004)

## 日本語訳作品
- 『アキノ家三代 <上>』(鈴木静夫/訳、井村文化事業社/東南アジアブックス、1986年1月)
- 『アキノ家三代 <下>』(同上) - The Aquinos of Tarlac: An Essay on History as Three Generations (1983)の完訳
- 『二つのヘソを持った女』(山本まつよ/訳、めこん/アジアの現代文学、1988年3月) - The Woman Who had Two Navels (1961)の完訳
- 『物語マニラの歴史』(宮本靖介/監訳、明石書店、2005年12月) - Manila, My Manila: A History for the Young (1990)の完訳